# Бескудніковське спеціальне ТВ
Бескудніковське спеціальне ТВ (Бескудніковська шарашка) — табірне відділення Управління виправно-трудових таборів і колоній по Московській обл.
Час існування: організоване 10.05.52 на базі Особливого конструкторського бюро N 2 (ОКБ-2) 4-го спецвідділу МВС СРСР при інституті «рос. Гипрозолото» рос. Главспеццветмета МВС СРСР (організованому 9 листопада 1949 згідно з Наказом міністра Внутрішніх справ Союзу СРСР N 001020. " Про організацію в складі 4 Спецвідділу МВС СРСР 8-го відділення та Особливих бюро 4-го спецвідділу МВС СРСР у системі Главків і будівництв МВС СРСР ").

Закрито не пізніше 1953 (закрито між 12.07.52, коли зустрінуте останнє його згадування, і 29.04.53).
Підпорядкування: Спеціальне головне управління, у складі УВТТК УМВС по Московській обл., з 10.05.52 передано до складу УВТТК УМВС по Московській обл.
Дислокація: Московська область, сел. Бескудниково Ярославської залізниці (тепер територія Москви).
Виробництво: складання проектно-кошторисної документації по підприємствах золотодобувної промисловості та об'єктах Дальбуду.
Чисельність: планована — 150 з/к.